# Ветреницевые
Ветреницевые (лат. Anemoneae) — триба цветковых растений, относящаяся к семейству Лютиковые (Ranunculaceae).

## Описание
Цветки двуполые. Лепестки отсутствуют или сильно редуцированы. Чашелистики похожи на лепестки. Кариотип состоит обычно из 7 или 8 пар хромосом, реже из 9 пар.

## Классификация
По данным баз данных Germplasm Resources Information Network в трибе насчитывается семь родов: Archiclematis, Clematis, Naravelia, Anemone, Barneoudia, Metanemone, Oreithales, в других источниках трибу разделяют на три подтрибы и 11—12 родов:

### Подтриба Clematidinae
Включает около 300 видов. Для представителей подтрибы характерны лиановидыне побеги, супротивное листорасположение и створчатый околоцветник
- Archiclematis (Tamura) Tamura
- Clematis L. — Ломонос, или Клематис
- Naravelia Adans.

### Подтриба Anemoninae
Околоцветник черепитчатый. Листья простые, перисто- или пальчаторассечёные.
- Anemoclema (Franch.) W. T. Wang.
- Anemone L. — Ветреница, или Анемона
- Barneoudia Gay
- Hepatica Miller.
- Knowltonia Salisb.
- Metanemone W. T. Wang
- Oreithales Schltdl.
- Pulsatilla Mill.

### Подтриба Kingdoniae
Включает единственный род Kingdonia Balf.f. & W.W.Sm. с единственным видом Kingdonia uniflora. Встреччается только в горах на высоте 3,6-4 тыс. м. в китайских провинциах Юньнань, Сычуань,Гансу и Шенси.